# Ca' de' Frati
Ca' de' Frati è una frazione rurale del comune di Rio Saliceto, posta 4 km a nord del capoluogo comunale, e a 26 km da Reggio Emilia. Confina con i comuni di Fabbrico, Campagnola Emilia e la città di Carpi.

## Geografia fisica
Il territorio, a vocazione prettamente agricola, è sprovvisto di un vero e proprio centro abitato ed è caratterizzato esclusivamente da case sparse, molte delle quali case coloniche disabitate. Su di esso insiste un fitto reticolato di canali di bonifica e corsi d'acqua gestiti dalla Bonifica Parmigiana Moglia, facente parte del Consorzio di Bonifica dell'Emilia centrale.

## Società

### Evoluzione demografica
Dalla seconda metà del Novecento la frazione ha subito un forte spopolamento demografico dovuto all'abbandono dell'attività agricola da parte di molte famiglie che si trasferirono nel capoluogo del comune e nei paesi vicini. La popolazione è così passata dai 675 abitanti del 1962, ai 319 del 1983 sino ai 185 del 2017.

### Religione
La parrocchia di Ca' de' Frati, la cui chiesa è dedicata a Sant'Antonio di Padova, fu istituita il 14 aprile 1948, stralciata da Rio Saliceto. Da sempre appartenente al vicariato di Correggio, fa parte della zona pastorale di Rio Saliceto, con la cui parrocchia è legata in un'unica unità pastorale. Dalla sua fondazione detiene il titolo di priorato.

## Monumenti e luoghi d'interesse

### Aree naturali
Sul confine con il comune di Carpi sono presenti le Casse di espansione del Cavo Tresinaro, una grande opera idraulica realizzata per limitare gli effetti delle piene dell'omonimo corso d'acqua, che è divenuta un'importante area naturalistica a tutela delle biodiversità. L'area, dotata di un centro visite e di un percorso floro-faunistico, si estende su una superficie di circa 1 milione di metri quadrati.

## Cultura

### Istruzione
Negli anni 1960, come riferiscono gli Annuari diocesani, era presente un asilo infantile parrocchiale, oggi soppresso. Sino alla seconda metà del Novecento era funzionante una scuola elementare poi chiusa per mancanza del numero minimo di scolari. Gli studenti della frazione, per l'istruzione dell'obbligo, si rivolgono alle scuole del capoluogo comunale.

### Eventi
Storicamente, il 13 e 14 giugno di ogni anno, si svolgeva nella frazione la tradizionale fiera di S. Antonio.

## Infrastrutture e trasporti
La strada provinciale 46, che collega Rio Saliceto a Rolo, è l'asse viario principale che attraversa la frazione. Non sono operative linee del trasporto pubblico locale.

## Sport
In loco, nei pressi della chiesa, è presente un Centro per la pesca sportiva che comprende alcuni laghetti artificiali.